# 智利石鼠属
智利石鼠属（学名：Aconaemys）是啮齿目八齿鼠科中的一属，包含以下几种：
- 智利石鼠（Aconaemys fuscus）
- 波特石鼠（Aconaemys porteri）
- 塞奇石鼠（Aconaemys sagei）